# DECO Cassette System
Il DECO Cassette System, introdotto nel 1980 da Data East, è stato uno dei primi sistemi arcade standardizzati che consente al gestore della macchina di cambiare il gioco eseguito.
Il compratore acquistava la cabina arcade, mentre i giochi erano disponibili su cassette audio. Il proprietario inseriva una cassetta e una chiave hardware di protezione nella macchina. Quando la macchina viene accesa, il programma nel nastro viene copiato nella RAM; questo processo dura circa 2-3 minuti. Dopo questo, il gioco può essere giocato dai clienti fino a quando il sistema non viene riavviato.
Per quel tempo era un sistema rivoluzionario, ma i proprietari del sistema si lamentavano per l'inaffidabilità delle cassette (che si potevano smagnetizzare facilmente), e per i tempi medi di caricamento.

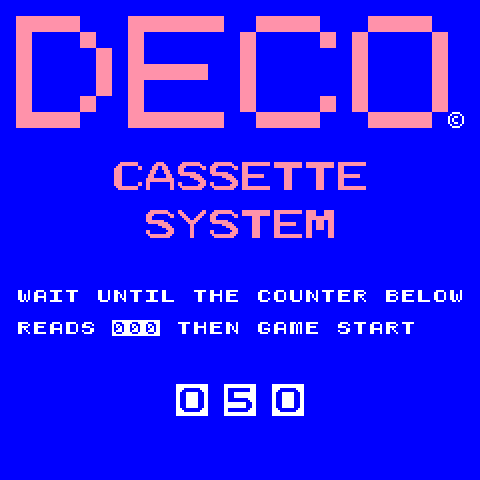
Schermata di caricamento
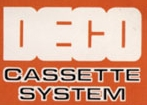
Logo

## Lista dei giochi
Alcuni dei titoli vennero prodotti anche come tradizionale cabinato a sé stante.
- 01: Highway Chase (anche conosciuto come Mad Alien)
- 02: Sengoku Ninja Tai (anche conosciuto come Ninja)
- 03: Manhattan
- 04: Terranean
- 05: Missile Sprinter
- 06: Nebula
- 07: Astro Fantasia
- 08: The Tower
- 09: Super Astro Fighter
- 10: Ocean to Ocean
- 11: Lock 'n' Chase
- 12: The DECO Kid (anche conosciuto come Flash Boy)
- 13: Tournament Pro Golf (anche conosciuto come 18 Challenge Pro Golf)
- 14: DS Telejan
- 15: Lucky Poker
- 16: Treasure Island
- 17: Bobitto
- 18: Explorer
- 19: Disco No. 1 (anche conosciuto come Sweet Heart)
- 20: Tornado
- 21: Mission-X
- 22: Pro Tennis
- 23: 18 Hole Pro Golf
- 24: Tsumego Kaisyou
- 25: Angler Dangler (anche conosciuto come Fishing)
- 26: BurgerTime (anche conosciuto come Hamburger)
- 27: Bump 'n' Jump (anche conosciuto come Burnin' Rubber)
- 28: Cluster Buster (anche conosciuto come Graplop)
- 29: Rootin' Tootin' (anche conosciuto come La-Pa-Pa)
- 30: Skater
- 31: Pro Bowling
- 32: Night Star
- 33: Pro Soccer
- 34: Super Doubles Tennis
- 35: Bumpoline (anche conosciuto come Flying Ball)
- 36: Genesis (anche conosciuto come Boomer Rang'r)
- 37: Zeroize
- 38: Scrum Try
- 39: Peter Pepper's Ice Cream Factory
- 40: Fighting Ice Hockey
- 41: Oozumou - The Grand Sumo
- 42: Hellow Gateball
- 43: Kamikaze Cabbie (anche conosciuto come Yellow Cab)
- 44: Boulder Dash
- UX-7: Tokyo MIE Shinryoujo (Tokyo MIE Clinic)
- UX-8: Tokyo MIE Shinryoujo 2 (Tokyo MIE Clinic 2)
- UX-9: Geinoujin Shikaku Shiken
- ??: Burmazon

(in ordine per numero di gioco)